# Boris Kovačič
Boris (Viktor) Kovačič, slovenski skladatelj, klarinetist, producent in aranžer, * 13. november 1934, Celje, † 19. junij 1999, Ljubljana

## Življenjepis
Študij na Akademiji za glasbo v Ljubljani je končal leta 1962, študiral je klarinet.
Njegova soproga je bila pevka Stanka Kovačič.
Kovačič je deloval kot skladatelj zabavne in narodno-zabavne glasbe. Veliko je sodeloval s pesnikom Gregorjem Strnišo. Napisal je več odličnih in kvalitetnih skladb zabavne glasbe, tudi šansonov: Sivi zidovi starega mesta, Tuj obraz, Poslednja postaja, Onkraj dneva in noči, Rajska ptica, Leti, leti lastovka, Za ljubezen hvala ti...